# Ernest Ier de Souabe
Ernest Ier (né vers 984 et mort en le 31 mai 1015) était duc de Souabe de 1012 à 1015. Il était le plus jeune des fils de Léopold Ier, le margrave d'Autriche.

## Biographie
En 1012 Henri II, roi des Romains lui donne le duché de Souabe à la suite du décès sans héritier de Hermann III. Afin de renforcer  sa légitimité le nouveau dirigeant épouse Gisèle, sœur aînée d'Hermann. Ernest et Gisèle ont deux enfants, Ernest II et Hermann IV, qui deviendront ensuite à tour de rôle duc. Ernest meurt en 1015 à la suite d'un accident de chasse et son fils Ernest II de Souabe lui succède. Gisèle assure la régence quelque temps. Il est inhumé à Wurtzbourg.